# Met een neuslengte
Met een neuslengte is een hoorspel naar The Adventure of Soshcombe Old Place van Arthur Conan Doyle (voor het eerst gepubliceerd in de Liberty Magazine van 5 maart 1927). De KRO zond het uit op zaterdag 8 januari 1966. De regisseur was Léon Povel. Het hoorspel duurde 37 minuten.

## Rolbezetting
- Huib Orizand (Sherlock Holmes)
- Constant van Kerckhoven (Dr. Watson)
- Willy Ruys (John Mason)
- Rien van Noppen (Josiah Barnes)
- Jan Borkus (Sir Robert Norberton)
- Maarten Kapteijn (Mr. Norlett)
- Alex Faassen jr. (Stephens)
- Jo Vischer sr. (koetsier)

## Inhoud
Shoscombe Old Place kwam bij de dood van haar man aan Lady Beatrice toe en na haar dood zal het eigendom toekomen aan de broer van haar man. Haar eigen broer, Sir Robert Norberton, zit nu diep in de schulden. Hij heeft al zijn hoop of financiële redding gezet op winst bij de paardenrennen met Soshcombe Prince. Norbertsons hoofdtrainer, Mason, komt bij Holmes met het verhaal dat zijn baas zich vreemd gedraagt. Hij heeft Lady Beatrice ertoe aangezet te drinken. Ze bezoekt de stallen nooit meer en gaat slechts ‘s middags eventjes in gezelschap van haar dienstmeid buiten. Hij heeft haar favoriete spaniël weggegeven aan Barnes, de eigenaar van de Green Dragon Inn. Hij werd gezien toen hij laat op de avond een bezoek bracht aan een oude spookachtige crypte, in het gezelschap van een vreemde man met een gemeen geel gezicht. Nu brengt hij Holmes een stuk verkoold been dat gevonden werd in de as van de oven bij Harvey Mason. Watson identificeert het als een deel van een dijbeen. Holmes vergewist zich van de feiten.